# Forcipomyia guamai
Forcipomyia guamai är en tvåvingeart som beskrevs av Wirth och Dow 1972. Forcipomyia guamai ingår i släktet Forcipomyia och familjen svidknott. Inga underarter finns listade i Catalogue of Life.